# U-1102
Unterseeboot 1102 foi um submarino alemão do Tipo VIIC, pertencente a Kriegsmarine que atuou durante a Segunda Guerra Mundial.
O U-1102 esteve em operação entre os anos de 1944 e 1945, sendo rendido no dia 13 de maio de 1945 na Baía de Hohwacht. O submarino foi transferido da base de Kiel para a Escócia no dia 23 de junho de 1945, ficando em Loch Ryan. Foi afundado no dia 21 de dezembro de 1945 como parte da Operação Deadlight.

## Comandantes
| Comandante                | Data                                         |
| ------------------------- | -------------------------------------------- |
| Oblt. Bernhard Schwarting | 22 de fevereiro de 1944 - 12 de maio de 1944 |
| Oblt. Erwin Sell          | 15 de agosto de 1944 - 8 de maio de 1945     |

## Subordinação
| Período                   | Flotilha                                     |
| ------------------------- | -------------------------------------------- |
| 8. Unterseebootsflottille | 22 de fevereiro de 1944 - 12 de maio de 1944 |
| U-Abwehrschule            | 15 de agosto de 1944 - 8 de maio de 1945     |